# Wormia
Wormia é um género botânico pertencente à família Dilleniaceae.